# Sopro sistólico

Durante a sístole se abrem as válvulas aórtica e pulmonar e o sangue sai dos ventrículos para a aorta e tronco pulmonar.

O sopro sistólico é um tipo de sopro cardíaco que ocorre durante a sístole do coração. Pode ser ouvido entre o primeiro ruído (R1) e o segundo ruído (R2) durante uma auscultação cardíaca.

## Causas
Nem todo sopro está associado a uma doença valvular. Sopros também podem ser causados por condições que aumentam temporariamente o fluxo sanguíneo, tais como:
- Exercício intenso
- Gravidez
- Febre
- Hipertiroidismo
- Anemia
- Durante os períodos de rápido crescimento em crianças

O sopro sistólico patológico pode ser causado por:
- Prolapso de valva mitral: Gera o refluxo de sangue arterial do ventrículo esquerdo para o átrio esquerdo, quando há aumento das cúspides da válvula mitral causando um fechamento inadequado. É a causa mais comum.
- Prolapso de valva pulmonar: raramente, do ventrículo direito para o átrio direito, quando há insuficiência da válvula tricúspide. Raro.
- Estenose aórtica: Quando ao fluxo de sangue passa por um espaço reduzido da válvula aórtica, que pode estar agrandada ou endurecida, gerando um fluxo turbulento do ventrículo esquerdo para a aorta.
- Estenose de válvula pulmonar: Quando o fluxo do ventrículo direito para a artéria pulmonar está parcialmente obstruído por uma válvula pulmonar endurecida. É raro.

## Características
Os sopros podem ser caracterizados por avaliados por sua intensidade, freqüência, qualidade, duração, configuração, localização primária (ponto de intensidade máxima) e irradiação.

### Intensidade
A intensidade de um sopro cardíaco é avaliada usando o sistema originalmente proposto por Levine:
- Grau 1: muito fraco, só pode ser ouvido em ambiente muito silêncio e com muita atenção.
- Grau 2: fraco.
- Grau 3: moderado.
- Grau 4: tão alto, produz uma vibração palpável.
- Grau 5: muito alto, é audível com pouco contato do estetoscópio na parede torácica.
- Grau 6: tão alto que é audível antes que o estetoscópio toque a parede torácica.

### Configuração
- Crescendo: Começa baixo e aumenta de intensidade
- Decrescendo: Começa alto e diminui de intensidade
- Diamante ou pipa: Começa baixo e aumenta, mas logo diminui de intensidade.

### Duração
O ruído pode ser no início, meio ou no final da sístole. Os sopros holosistólicos (ou pansistólicos) começam com o primeiro som cardíaco e continuam durante todo o segundo som cardíaco.